# Megagrapha pubescens
Megagrapha pubescens är en tvåvingeart som först beskrevs av Friedrich Hermann Loew 1862.  Megagrapha pubescens ingår i släktet Megagrapha och familjen puckeldansflugor. Inga underarter finns listade i Catalogue of Life.